# Kinburnhalvön
Kinburnhalvön (ukrainska: Кінбурнський півострів, Kinburnskyj pivostriv) är en ukrainsk halvö mellan Dnipro-Buh-estuariet och Jahorlykbukten i Svarta havet. Estuariet på halvöns norra sida är ett gemensamt mynningsområde för floderna Dnipro och Södra Buh, och är i väster öppet mot övriga Svarta havet.
Den östra och inre delen av Kinburnhalvön hör till Skadovsks rajon(en) (tidigare Hola Prystans rajon) i Cherson oblast, medan den västra, yttre delen hör till Mykolajivs rajon(en) (tidigare Otjakivs rajon) i Mykolajiv oblast. Halvön är 40 kilometer lång och har en största bredd på 10 km.

## Historia
På den västligaste udden, Kinburnudden, låg fästningen Kinburn.
Tidigt under Rysslands utvidgade invasion av Ukraina 2022 blev halvön föremål för ryska militära attacker; halvön ockuperades slutligen i juni av ryska styrkor. 30 september samma år annekterades den formellt av Ryssland, som del av den allmänna ryska annekteringen av fyra helt eller delvis ockuperade ukrainska oblast.
Efter en ukrainsk motoffensiv under sensommaren 2022 blev halvön den sista delen av Mykolajiv oblast som stod under rysk ockupation.
Under senhösten 2022 pågår försök av Ukraina att åter ta kontroll över halvön, inledningsvis genom attacker mot Kirnburnudden. En ukrainsk kontroll över halvön skulle göra bättre kunna säkra Dnipro-Buh-estuariet från militära attacker från ryska styrkor. Nära mynningsområdet finns tre av Ukrainas viktigaste hamnstäder: Cherson, Mykolajiv och Odessa.